# Перхули
Перхули (груз. ფერხული), также перхиса или перхисули — грузинский народный танец, преимущественно мужской, относится к хороводным танцам. Один из древнейших грузинских танцев. 
В Грузии известно около 20 видов перхули, среди которых можно особо отметить многоярусный перхули, также известный под названиями «орсартула» и «земкрело». Наиболее древние виды перхули сохранились в Сванетии. 
Обычно исполняется в сопровождении хора. В процессе исполнения темп перхули изменяется от медленного к очень быстрому. Музыкальный размер перхули — 3/4 или 4/4. 
В старину исполнение перхули сочеталось с представлением народного театра масок берикаоба.
25 марта 2013 года танец перхули был включён в список нематериального культурного наследия Грузии.

## Поджанры
В Грузии распространены два поджанра перхули — культовые и плясовые. Культовые перхули исполнялись во время свадебных и похоронных обрядов, а также на праздниках, посвящённых языческим божествам. Изображение танцоров в масках, исполняющих перхули, найдено на серебряной чаше 2 тысячелетия до нашей эры, обнаруженной при раскопках Триалети. По мнению некоторых учёных, этот танец посвящён сванскому охотничьему божеству Дали. В восточных районах страны этот поджанр сохранился вплоть до XX века. Перхули этого поджанра обычно трёхдольны и имеют синкопированный ритмический рисунок.
Плясовые перхули двудольны и имеют квадратную структуру (в то время как для культовых перхули квадратная структура является признаком позднего наслоения). Также для них характерно интонационное и ритмическое варьирование мелодии и последовательность хореической и ямбической ритмических фигур. 